# ساموئل بیریندلی
ساموئل بیریندلی (انگلیسی: Samuele Birindelli؛ زادهٔ ۱۹ ژوئیهٔ ۱۹۹۹) بازیکن فوتبال اهل ایتالیا است.
از باشگاه‌هایی که در آن بازی کرده‌است می‌توان به باشگاه فوتبال پیزا اشاره کرد.
وی همچنین در تیم ملی فوتبال زیر ۲۱ سال ایتالیا بازی کرده‌است.